# Condado de Chester (Carolina do Sul)
O Condado de Chester é um dos 46 condados do Estado americano da Carolina do Sul. A sede do condado é Chester, e sua maior cidade é Chester. O condado tem uma área de 1 518 km² (dos quais 15 km² estão cobertos por água), uma população de 34 068t habitantes, e uma densidade populacional de 23 hab/km² (segundo o censo nacional de 2000). O condado foi fundado em 1785.